# Joseba Albizu

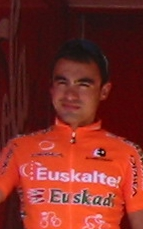
Joseba Albizu 2005

Joseba Albizu Lizaso (* 6. Juli 1978 in Azpeitia, Baskenland) ist ein spanischer Radrennfahrer.
Joseba Albizu begann seine internationale Radsportkarriere 2003 beim italienischen Radsportteam Mercatone Uno. In seinem ersten Jahr dort konnte er das Eintagesrennen Giro del Friuli gewinnen. Zur Saison wechselte er zu der baskischen Mannschaft Euskaltel-Euskadi. Er bestritt die Vuelta a España 2004, konnte das Rennen aber nicht beenden. Nach der Saison 2006 beendete er seine Laufbahn.

## Palmarès
2003
- Giro del Friuli

## Teams
- 2003 Mercatone Uno
- 2004–2006 Euskaltel-Euskadi